# La notte di Natale (raccolta)
La Notte di Natale (titolo originale svedese: Kristuslegender) è un'opera di Selma Lagerlöf, pubblicata nel 1904. Contiene undici storie di umiltà, amore e compassione, in cui la Lagerlöf interpreta poeticamente le leggende legate alla figura  di Cristo. Nonostante siano quasi tutte legate a tematiche ed ambienti biblici, si configurano piuttosto come storie ricche di messaggi di fratellanza ed amore che di tematiche squisitamente religiose.